# Tiffany Mynx
Tiffany Mynx (Upland, 10 de outubro de 1971) é uma atriz pornográfica americana.

## Carreira

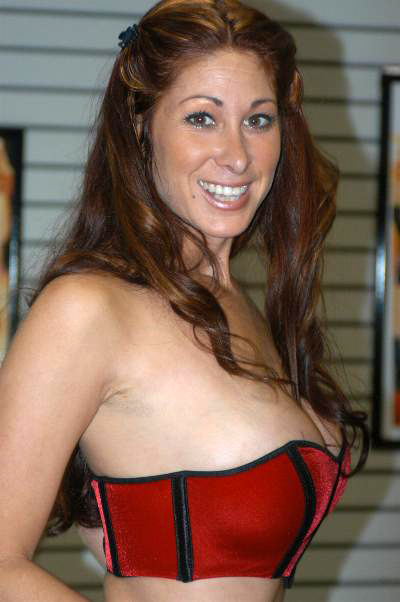
Tiffany Mynx em 2005

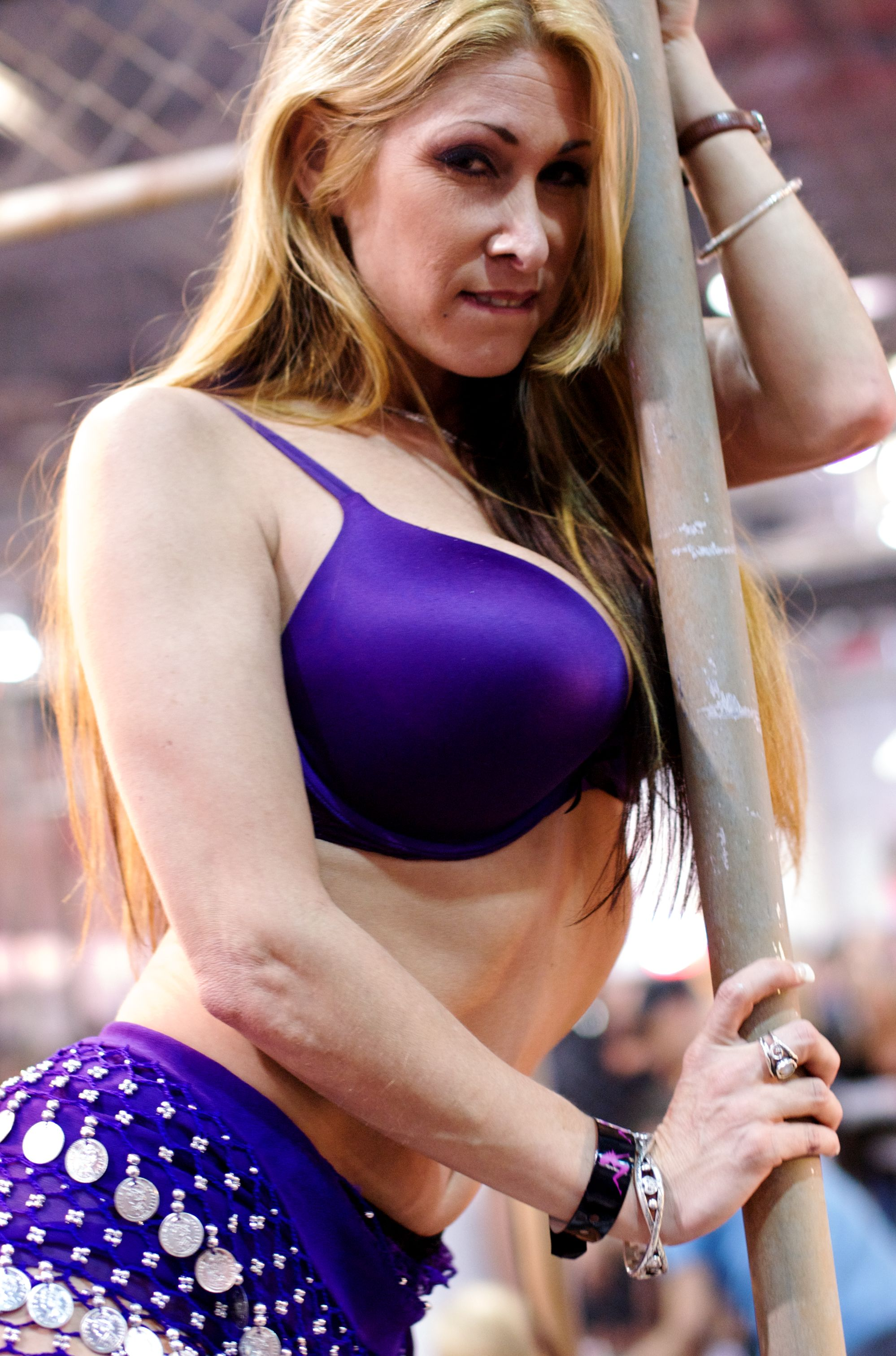
Tiffany Mynx AVN 2009

Em 1992, mudou-se para Los Angeles, onde morou com a avó e começou a trabalhar como dançarina exótica. Seu primeiro trabalho na câmera foi para um vídeo da Penthouse, enquanto seu primeiro papel pornô foi no filme VCA The DJ.
Em 1998, ela escreveu, produziu, dirigiu, estrelou, e até fez algum figurino em Asswoman no País das Maravilhas.
Recentemente, Tiffany já atuou em mais de 350 filmes pornográficos e dirigiu The Toe Story. Ela é proprietária de duas empresas de produção, a Pagan Pictures e a Tiffany Mynx Productions. Em 2001, ela foi introduzida no Hall da Fama do AVN.
Em 1998, Tiffany se divorciou de Cody Adams. Ela tem dois filhos. Entre 1998 e 2001, ela teve um relacionamento de longo prazo com o ator pornô Van Damage.
Ela saiu da aposentadoria e filmou cenas para bangbros, Brazzers, Naughty America e mais.

## Prêmios e indicações
| Ano  | Cerimonia      | Resultado | Prêmio                                           | Trabalho                                          |
| ---- | -------------- | --------- | ------------------------------------------------ | ------------------------------------------------- |
| 1992 | XRCO AWARDS    | Venceu    | Best Group Scene                                 | Buttman's Face Dance 1                            |
| 1993 | AVN Awards     | Venceu    | Best Group Sex Scene                             |                                                   |
| 1994 | AVN Awards     | Venceu    | Best Anal Sex Scene                              | Sodomania # 5                                     |
| 1994 | F.O.X.E        | Venceu    | Favorite Female (shared Nikki Dial, Ashlyn Gere) |                                                   |
| 1997 | XRCO Award     | Venceu    | Best Girl-Girl Scene                             | Miscreants (with Jeanna Fine and Stephanie Swift) |
| 1997 | CAVR AWARDS    | Venceu    | Best Performer                                   |                                                   |
| 1998 | XRCO Awards    | Venceu    | Best Group Scene                                 | Asswoman in Wonderland                            |
| 1998 | F.O.X.E Awards | Venceu    | Favorite Female                                  |                                                   |
| 1998 | CAVR AWARDS    | Venceu    | Favorite Female                                  |                                                   |
| 2001 | CAVR AWARDS    | Indicado  | Hottest Porn Star                                |                                                   |
| 2001 | AVN Awards     | Venceu    | AVN Hall of Fame                                 |                                                   |
| 2003 | XRCO Awards    | Venceu    | XRCO Hall of Fame                                |                                                   |
| 2007 | AVN Awards     | Venceu    | Best Sex Scene Coupling                          | Slave Dolls 2 (with Manuel Ferrara)               |